# Niso lomana
Niso lomana är en snäckart som beskrevs av Bartsch 1917. Niso lomana ingår i släktet Niso och familjen Eulimidae. Inga underarter finns listade i Catalogue of Life.